# Fortsetzung des Berichts
Fortsetzung des Berichts ist der erste Roman des deutschen Schriftstellers Ror Wolf. Er entstand in den Jahren 1959 bis 1964 und erschien 1964 im Suhrkamp Verlag. Fortsetzung des Berichts gilt als ein Beispiel für einen deutschsprachigen Nouveau roman.

## Inhalt
Fortsetzung des Berichts verfügt über keine eindeutige, chronologische Handlung. Mittelpunkt des Romans ist ein Festessen, an dem der Ich-Erzähler mit einigen Bekannten teilnimmt. Außerdem wird geschildert, wie sich der Erzähler auf den Weg zu diesem Essen macht. Dabei wird trotz einer scheinbaren Chronologie nicht deutlich, in welcher Reihenfolge die Handlungsstränge ablaufen oder ob sie nicht sogar gleichzeitig stattfinden. Von den zahlreichen Figuren, die an dem Essen teilnehmen, sind lediglich Männer namens Krogge und Wobser von Bedeutung, die immer wieder Geschichten erzählen, deren Wahrheitsgehalt allerdings ebenso fraglich ist und die sich teilweise als bloße Assoziationen oder Phantasien ausnehmen. Dabei geht es unter anderem um Leben und Tod von Wobsers Vater sowie die Tötung des Kochs. Am Ende kommt der Ich-Erzähler bei dem Festessen an, dem er paradoxerweise schon die ganze Zeit über beigewohnt hat.

## Form
Fortsetzung des Berichts unterscheidet sich stark von herkömmlichen Erzähl- und Sprachmustern. Wolf lenkt die Aufmerksamkeit des Lesers durch mehrere stilistische Besonderheiten weniger auf die Geschichte als vielmehr auf die Sprache, die diese Geschichte formt. Darin steht Fortsetzung des Berichts den Vorhaben des Nouveau roman nahe.
Auffällig sind zwei sprachliche Strategien, die sich gegenseitig kontrastieren. Auf der einen Seite sind dies umgangssprachliche Merkmale. Oft verwendet Wolf Einschübe in seinen Sätzen, etwa „ich würde sagen“, „vielleicht“, „ich glaube“, „wie soll ich sagen“, „warum nicht“ etc. Ebenso ist die Syntax oft an die Alltagssprache angelehnt. Rechtschreibung und Interpunktion folgen nicht immer der Norm, sondern werden dem jeweiligen Kontext angepasst.
Gleichzeitig aber zeichnet sich Fortsetzung des Berichts durch eine minutiös konstruierte Sprache aus. Dies wird deutlich in „Wortballungen“ und „Improvisationen“. Viele der Aufzählungen von Nomen weisen einen enzyklopädischen Charakter auf, häufig aus den Bereichen der Zoologie und Kochkunst.
Beiden Techniken gemeinsam ist, dass sie „Wahrnehmungszweifel […] und Erkenntnisschwächen“ deutlich machen.

## Rezeption
Der Roman wurde nach seinem Erscheinen vielfach und meist positiv rezensiert. So besprachen ihn etwa Helmut Heißenbüttel oder Marianne Kesting, die dem Buch beide eine besondere sprachliche Wirkung attestierten. Peter Handke hielt Fortsetzung des Berichts „im deutschen Sprachgebiet [für den] erste[n] ernstzunehmende[n] Versuch, für diesen Strom des Bewußtseins eine neue sprachliche Form zu finden“. Der Text wurde deshalb vielfach dem Nouveau roman zugerechnet, nach anderer Auffassung geht seine Schreibweise hingegen auf die Tradition des Manierismus zurück.

## Ausgaben
- Ror Wolf: Fortsetzung des Berichts. Suhrkamp Verlag. Frankfurt am Main, 1964.
- Ror Wolf: Fortsetzung des Berichts. Suhrkamp Verlag. edition suhrkamp 378. Frankfurt am Main, 1970.
- Ror Wolf: Le terrible Festin. Gallimard. Paris, 1970 (französische Ausgabe, übersetzt von Lily Jumel).
- Ror Wolf: Fortsetzung des Berichts. Frankfurter Verlagsanstalt. Frankfurt am Main, 1992 (der Text folgt der Taschenbuchausgabe). ISBN 978-3-89561-310-4
- Ror Wolf: Fortsetzung des Berichts. Fischer Taschenbuch-Verlag. Frankfurt am Main, 1995. ISBN 978-3-596-11766-6
- Ror Wolf; Kai U. Jürgens (Hrsg.): Fortsetzung des Berichts. In: Ror Wolf Werke. Prosa I. Schöffling. Frankfurt am Main, 2010. ISBN 978-3-89561-921-2
- Ror Wolf: Fortsetzung des Berichts. Süddeutsche Zeitung Bibliothek – Bibliothek des Humors 12. München, 2011. ISBN 978-3-86615-934-1
- Ror Wolf: Fortsetzung des Berichts. Fischer Taschenbuch. Frankfurt am Main, 2014. ISBN 978-3-596-03058-3